# Rhysocara
Rhysocara is een geslacht van kevers uit de familie van de loopkevers (Carabidae). De wetenschappelijke naam van het geslacht is voor het eerst geldig gepubliceerd in 1916 door Sloane.

## Soorten
Het geslacht Rhysocara is monotypisch en omvat slechts de volgende soort:
- Rhysocara crassa Sloane, 1916